# Черијати (Парма)
Черијати је насеље у Италији у округу Парма, региону Емилија-Ромања.
Према процени из 2011. у насељу је живело 131 становника. Насеље се налази на надморској висини од 259 м.